# NGC 4011
NGC 4011 este o emission-line galaxy⁠(d) situată în constelația Leul. A fost descoperită în 26 aprilie 1878 de către John Dreyer.